# Tim Mastnak
Tim Mastnak (Celje, 31 gennaio 1991) è uno snowboarder sloveno.

## Carriera
Nel 2019 si è laureato vicecampione del mondo nello slalom gigante parallelo ai Mondiali di Park City, concludendo dietro al russo Dmitrij Loginov.
Nel 2022 ha vinto la medaglia d'argento alle Olimpiadi di Pechino nello slalom gigante parallelo, sconfitto in finale dall'austriaco Benjamin Karl.

## Palmarès

### Olimpiadi
- 1 medaglia:
  - 1 argento (slalom gigante parallelo a Pechino 2022)

### Mondiali
- 1 medaglia:
  - 1 argento (slalom gigante parallelo a Park City 2019)

### Mondiali juniores
- 1 medaglia:
  - 1 oro (slalom gigante parallelo a Valmalenco 2011)

### Coppa del Mondo
- Vincitore della Coppa del Mondo di slalom gigante parallelo nel 2019
- 11 podi:
  - 4 vittorie
  - 3 secondi posti
  - 4 terzi posti

#### Coppa del Mondo - vittorie
| Data             | Luogo           | Paese    | Disciplina |
| ---------------- | --------------- | -------- | ---------- |
| 10 marzo 2018    | Scuol           | Svizzera | PGS        |
| 13 dicembre 2018 | Carezza al Lago | Italia   | PGS        |
| 23 febbraio 2019 | Secret Garden   | Cina     | PGS        |
| 7 dicembre 2024  | Yanqing         | Cina     | PGS        |

Legenda:

PGS = slalom gigante parallelo